# Bufotes luristanicus
Bufotes luristanicus es una especie de anfibios de la familia Bufonidae.

## Distribución geográfica y hábitat
Es endémica de los montes Zagros al oeste de Irán. Su rango altitudinal oscila entre 750 y 1200 m s. n. m..